# 馬歇爾島
馬歇爾島是百慕達的島嶼，位於欣森島北端以西0.2公里的大西洋海域，長0.7公里、寬0.27公里，面積0.9平方公里，最高點海拔高度1米，該島現時私人擁有。
32°17′05″N 64°48′40″W / 32.2847°N 64.8112°W